# Велинград
Ве́линград (болг. Велинград) — місто в Пазарджицькій області Болгарії. Адміністративний центр общини Велинград.
Є другим за величиною в регіоні після обласного міста Пазарджик з населенням 24 518 осіб на 15 березня 2016 року. Воно було утворене в 1948 році при злитті сіл Лиджене, Камениця і Чепино. Місто назване на честь партизанки Вели Пеєвої.

## Географія
Велинград знаходиться в Чепинській долині в Західних Родопах. Відстань до Пазарджика 44 км.
Місто під впливом гірського клімату. Воно розташоване в європейській континентальній кліматичній зоні, на кордоні з континентально-середземноморською. Літо прохолодне і коротке, а зима м'яка і довга. Опади відносно невеликі. Навесні і на початку літа більш багаті, пізне літо і осінь сухіше. Снігопаду достатньо і сніговий покрив довгий (до 150 днів). Сніговий покрив міцний і товстий.
Велинград є одним з найбільш безхмарних міст Болгарії. Хмарність найбільша в зимові місяці. Її загальний спад спостерігається на початку осені. Це одне з місць у Болгарії з більш сухими днями. Наявність ясної погоди та великої кількості сонячного світла характерно для Велинграда. Середньорічна температура повітря 9 °С. Відносна вологість повітря становить 75 %. Атмосферний тиск низький — 693 мм рт.
Водних ресурсів району Велинграда — річок, карстових і мінеральних джерел — багато. Вони є чинником визначення місця проживання людей, їх економічної діяльності, розвитку туризму в цілому. У Чепинській річці об'єднуються численні чисті гірські потоки та річки. Найважливішими потоками є Грянчариця, Луковиця, Лепениця, Митниця і Требетушиця. Дамби в районі міняють природне середовище, позитивно змінюють мікроклімат і значно підвищують привабливість ландшафту. У Велинграді є ряд карстових джерел, як-от Клептуза.
Геотермальне родовище Велинград є найбільшим у Південній Болгарії. Сума дебіту становить 160 л/с. Мінеральні джерела (80 номерів), м'який клімат і прекрасні пейзажі — велике багатство міста. Велинград є одним з найбільших курортів Болгарії і знаний як «Спа столиця Балкан». Тут багато санаторіїв, медичних центрів, сучасних спа-центрів і готелів.

## Історія
Культурні шари дають підставу стверджувати, що Чепинський край населяли фракійці в 6—5 столітті до нашої ери. Найбільш довготривалими були племена бессів — знайдені їх кургани, некрополі, стіни селищ і фортець. Письмові відомості про цю епоху дають древні історики Геродот і Фукідід:
|                      | Там, у Фракії, був край налолоди, що лежав високо над горами, де перебував Діоніс. На горі Пангай знаходився знаменитий храм, де служили священики племені бессі. Існувала також жінка-пророчиця, подібно до дельфійської Пітії. |
| — Геродот, «Історія» | |

Про авторитет і значення храму Діонісія в Родопах свідчить той факт, що Александр Македонський отець Октавіана Августа відвідали його, щоб розмовляти з пророчицею про своє майбутнє.
Від фракійців залишилось багато гробниць — сім у Баташському болоті (нині дно озера), два кургани в місцевості Юндола і десятки інших місць. Руїни фракійських поселень і фортець можна побачити в місцевості Печковець, біля підніжжя середньовічної фортеці Цепіна, де були знайдені фрагменти фракійської кераміки і знаряддя, а також в інших місцях.
У 46 році римляни завоювали Родопи. Так почався змішаний фракійсько-римський період, який продовжувався до приходу слов'ян. Археологічні знахідки з населених пунктів і укріплень в урочищах «Біволчино дере» і «Ремово» говорять про вплив римської культури в цьому регіоні. Це залишки глиняних трубопроводів для мінеральної води, дорожнього покриття, укріплень, мармурових плит, монет.
На початку VI ст. Чепинська область була заселена слов'янами. За словами проф. Петра Петрова та проф. Марина Дринова тут жили драговичі. Слов'яни перейняли багато традицій, звичаїв і культуру фракійців, надавши їм свої характерні риси. Пізніше слов'яни змішалися з болгарами. Чепінська долина приєдналася до болгарської держави під владою Маламира, а його наступник Пресіан включає всю Родопську область у межі царства.
Велике стратегічне значення цих місць полягає в тому, що після кровопролиття або таємних згод вони переходили в болгарські і візантійські руки. Їх остаточне звільнення від візантійців відбулося під керівництвом короля Калояна. Відтоді можна бачити сліди укріплень: в місцевості «Стража» — на 12 км на схід від міста і в урочищі «Градот» — 12 км на північ від Велінграда в землях Ракитово. У часи після царя Калояна фортеця Цепина була столицею деспота Олексія Слава. Пізніше він переніс свою столицю до Мелника.
У часи правління царя Івана Олександра з'являються монети у Чепинському краю. Вважається, що падіння фортеці Цепина і всієї Чепинської області під турецьким правлінням відбулося в 1371—1373 рр. Після цієї події в житті місцевих болгар відбувся ряд серйозних змін. Османська імперія потребувала союзників у своєму центрі і почала примусово чи насильно запроваджувати іслам з початку 16-го століття.
Османський реєстр, що належить до 1516—1517 років, свідчить про появу перших мусульман у цій місцевості. Налічується 624 домогосподарства в селах Чепіно, 12 з яких є мусульманами.
Згідно з «Літописом попа Методи Драгинова», під час отурчування Чепино Мегмедом IV (1656—1661 рр.) частина населення була змушена прийняти іслам. Коли паша прибув до Чепіно, він зібрав первінців і наказав їх вбити, але вони прийняли іслам, сподіваючись, що вони будуть помілувані. Але болгари-мусульмани зберегли багато традицій християнського культу.
Чепинське населення не залишилося осторонь від національного відродження і визвольної боротьби болгарського народу. У 1816 р. каменчани побудували нову церкву «Св. Трійця». Вона стала центром, де зміцнювалась болгарська самосвідомість, поширювалися знання і просвітництво. До церкви в 1823 році там була початкова монастирська школа, а потім класна школа, розміщена в окремій будівлі. Першими відомими вчителями були Ілля Здраков, Паун Гугалов, Партеній, Саєв — він ввів підручник «Рибний буквар», Георгій Чолаков, Сава Докторов, Стою Масларов.
Під час Російсько-турецької війни мусульманське населення ховається в горах або в більш південних поселеннях. Деякі села, як-от Лиджене, повністю знелюджені. Після декількох днів скитань, мешканці повернулися обмороженні назад додому.
Велинград був заснований у 1948 році з об'єднанням селищ Лиджене, Камениця та Чепино у 1977 році і стає общинським центром.

## Населення
За даними перепису населення 2011 року у місті проживали 22 602 особи.
Національний склад населення міста:
| Національність   | Кількість осіб | Відсоток |
| ---------------- | -------------- | -------- |
| болгари          | 17581          | 88,2 %   |
| цигани           | 1956           | 9,8 %    |
| турки            | 67             | 0,3 %    |
| інша             | 107            | 0,5 %    |
| не визначились   | 215            | 1,1 %    |
| Всього відповіли | 19926          |          |

Розподіл населення за віком у 2011 році:
Динаміка населення:

## Релігія
У місті більшість мешканців є православними, у навколишніх селах населення переважно зболгарських мусульман (помаків). Іслам поширюється повільно і поступово в долині Чепино. Згідно реєстрів Османської імперії, дінаміка така:
| Рік  | Мусульманських сімей |
| ---- | -------------------- |
| 1516 | 10 %                 |
| 1528 | 12 %                 |
| 1570 | 26 %                 |
| 1595 | 31 %                 |
| 1640 | 50 %                 |
| 1712 | 89 %                 |

Кількість мусульман зросла, особливо потім, коли грецький патріархат накладає важкі податки на християнське населення, яке відмовляється платити їх. Тоді грецький єпископ Гавриїл із Пловдіва поскаржився паші, коли прийшов до нього з податками. Частина бунтівного населення вважала за краще прийняти іслам, замість того, щоб платити відповідні збори грецькій церкві.
Є також громада, яка є частиною Союзу євангельських конгрегаційних церков.

## Політика
З 2015 року мер Велинграда — д-р Костадин Коєв.

## Економіка
Економіка міста представлена переважно лісозаготівельною і деревообробною промисловістю і туризмом. Деякі провідні та традиційні промислові виробництва соціалістичного періоду, як-от машинобудування, хімічна промисловість, видобуток та переробка мармуру, виробництво деревини та ламінату після переходу до ринкової економіки та приватизації перестають діяти.

### Туризм
Прекрасна природа, мінеральні джерела та сприятливі кліматичні умови для лікування ряду захворювань роблять Велинград кращим місцем для болгарських та іноземних туристів. Налічується 32 готелі та будинки відпочинку, 2 санаторії, 140 закладів громадського харчування та розваг. Є 6 курортних комплексів, які пропонують всі види спа-послуг. Розвинені громадські мінеральні ванни, побудовано 22 відкритих і закритих мінеральних басейни.

### Транспорт
Місто з'єднане єдиною вузькоколійною залізницею Болгарії з головним залізничним вокзалом Септемврі, містами Разлог і Бансько і з кінцевою станцією Добриниште. Залізнична станція знаходиться в центральній частині кварталу Ладжене, а у кварталі Чепино є залізничний вокзал Велинград-південний.

## Визначні пам'ятки
- Місцевість «Юндола» є величезним сідловинним луком між горами Рила та Родопи, де розміщене однойменне село. Місце є популярним курортом і відправною точкою для туристичних маршрутів, а в кінці кожного літа відбувається ярмарок.

### Клептуза

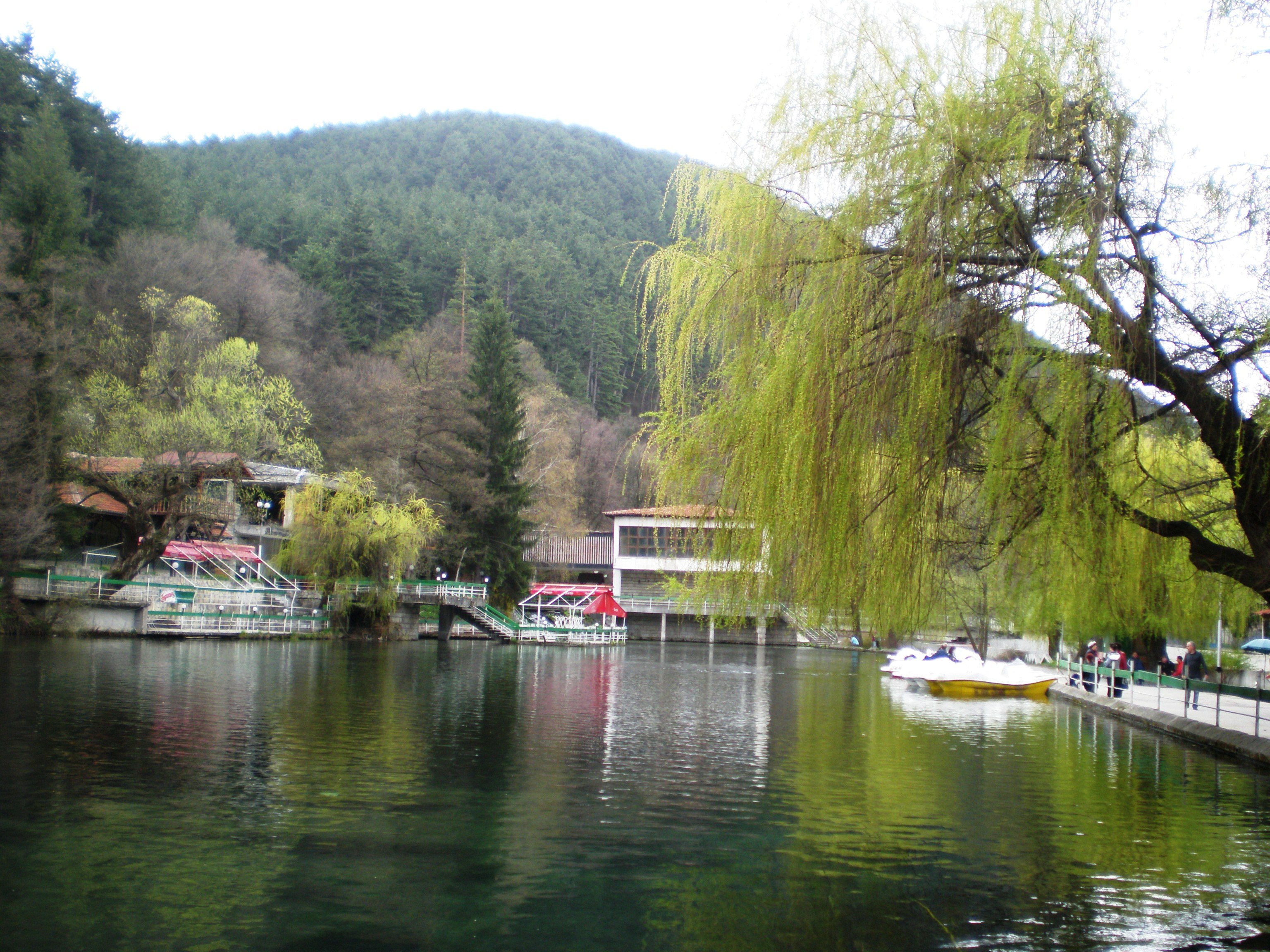
Клептуза

Серед найбільш чудових, романтичних і таємничих місць Велинграду — джерело Клептуза, а парк з двома озерами — один із символів міста. Вони розташований у Чепинському кварталі, в одній з трьох термальних зон у Велинграді. Значна частина джерельної води використовується для пиття; інша частина наповнює двма прекрасних озера, які потім впадають у Чепинську річку, а звідти в Марицю і Егейське море. Від карстового джерела до південного узбережжя вічнозелені соснові ліси перетворилися на природний парк, який відвідують мешканці курорту і його гості, особливо влітку. Парк був побудований власними коштами колишнього селища Чепино — Баня, перший став був створений в 1933 році.

### Фортеця Цепина
В 18 км на схід від Велинграда на території села Дорково є стара болгарська фортеця Цепина, столиця деспота Слава.

### Точка перетину 24-го меридіану і 42-ї паралелі
Поруч з містом Велинград, на південь від місцевості «Клептуза», за містом перетинають 24-й меридіан і 42-а паралель. Такі перехрестя є рідкісними, і поєднання цифр робить його ще більш цікавим.

### Історичний музей
Початок роботи музею в датується 1909 роком. Христо Масларов власною ініціативою у селищі Камениця створив Археологічний музей, затверджений Міністерством освіти.
У наступні десятиліття багато колекцій доказів минулого в цій області були зібрані в шкільних та громадських музейних приміщеннях. 1952 року був створений міський історичний музей. Пізніше він був перетворений у будинок-музей «Вела Пеєва». Рішенням Міністерства культури у 1991 році було змінено статус на Історичний музей Велинграда. Створюються відділи: археологія, ренесанс, етнографія, нова і новітня історія та мистецтво. Вони зберігають більше 19 000 археологічних знахідок, старовинних предметів, ікон, старовинних книг, особистих речей і архівів знаменитостей, фотографій і документів.

### Вілла «Райна»

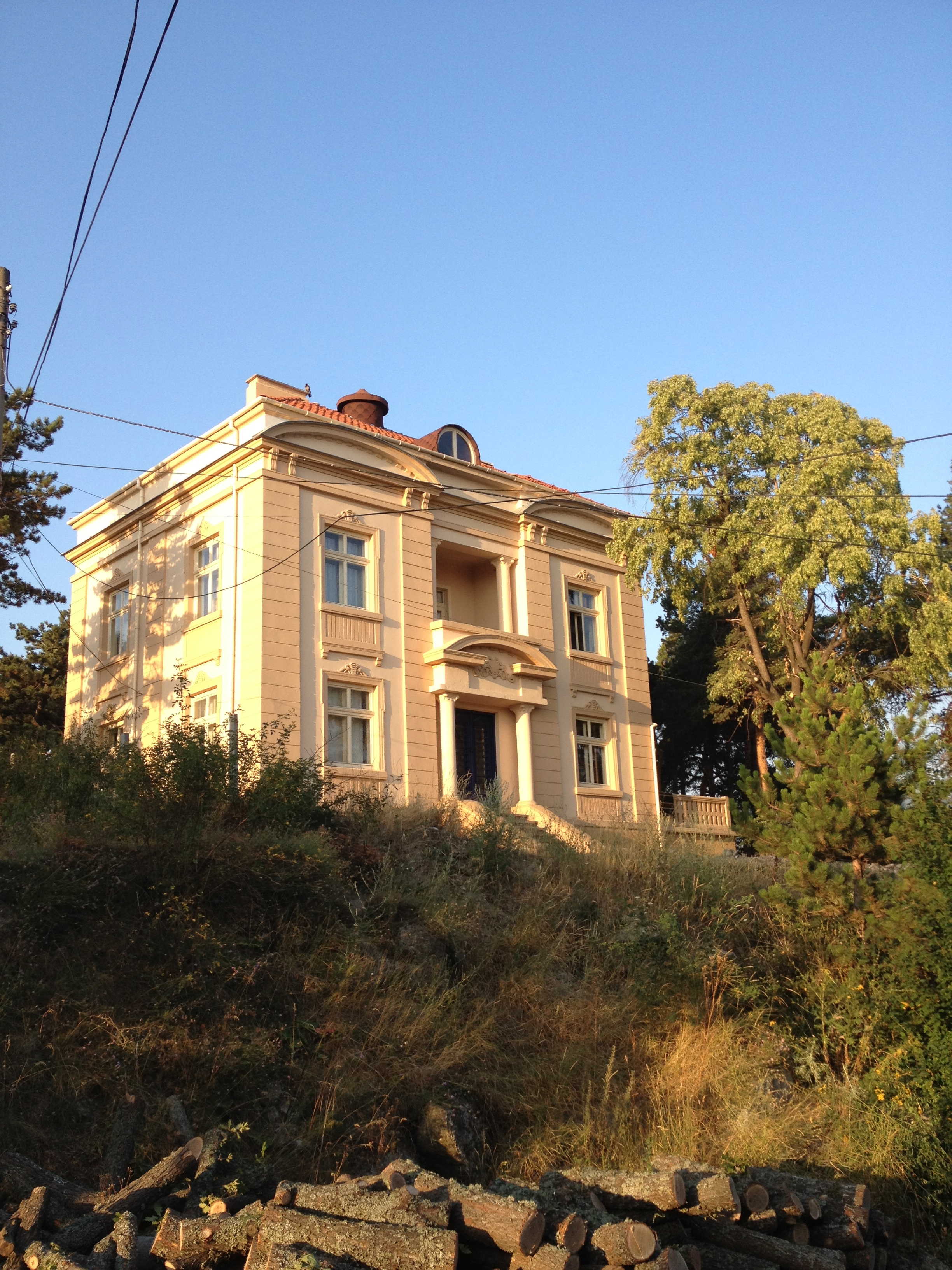
Вілла «Райна», Велинград

Вілла «Райна» була побудована в 1928 році за планами сербського архітектора Милутина Бориславлевича (1889—1969) і класифікована як пам'ятка історії та культури.

## Регулярні події
- Традиційний святковий календар [Архівовано 27 лютого 2019 у Wayback Machine.]

## Знаменитості
- Вела Пеєва (1922—1944), партизанка, ім'ям якої називається місто
- Василь Горанов — болгарський сучасний художник.
- Атанас Семерджиєв (1924—2015) — партизан, генерал і політик, віце-президент Болгарії (1990—1992)
- Маргарита Попова (1956) — міністр юстиції (2009—2011) та віце-президент Болгарії (2012—2017)
- Лідія Шульова (1956 року народження) — віце-прем'єр-міністр (2001—2005), міністр праці та соціальної політики (2001—2003), міністр економіки (2003—2005)
- Микола Гяуров (1929—2004) — оперний співак
- Владо Черноземський (1897—1934) — революційний діяч
- Георгій Пугальов (1935—2008) — професор, інженер
- Петр Пунчев (1956) — журналіст, співзасновник Радіо FM +
- Журналістка Нері Терзиєва (1952)
- Фідель Беев (1961) — бізнесмен, мер міста (2003—2007)
- Василь Пендев (1947) — карикатурист
- Ілля Семерджиєв — актор
- Димитар Мечев (1928—2007) — диригент
- Цветан Голомеєв (1962—2010) — плавець
- Димо Тонев (1964) — волейболіст
- Георгій Гаджев (1964) — футболіст

## Галерея

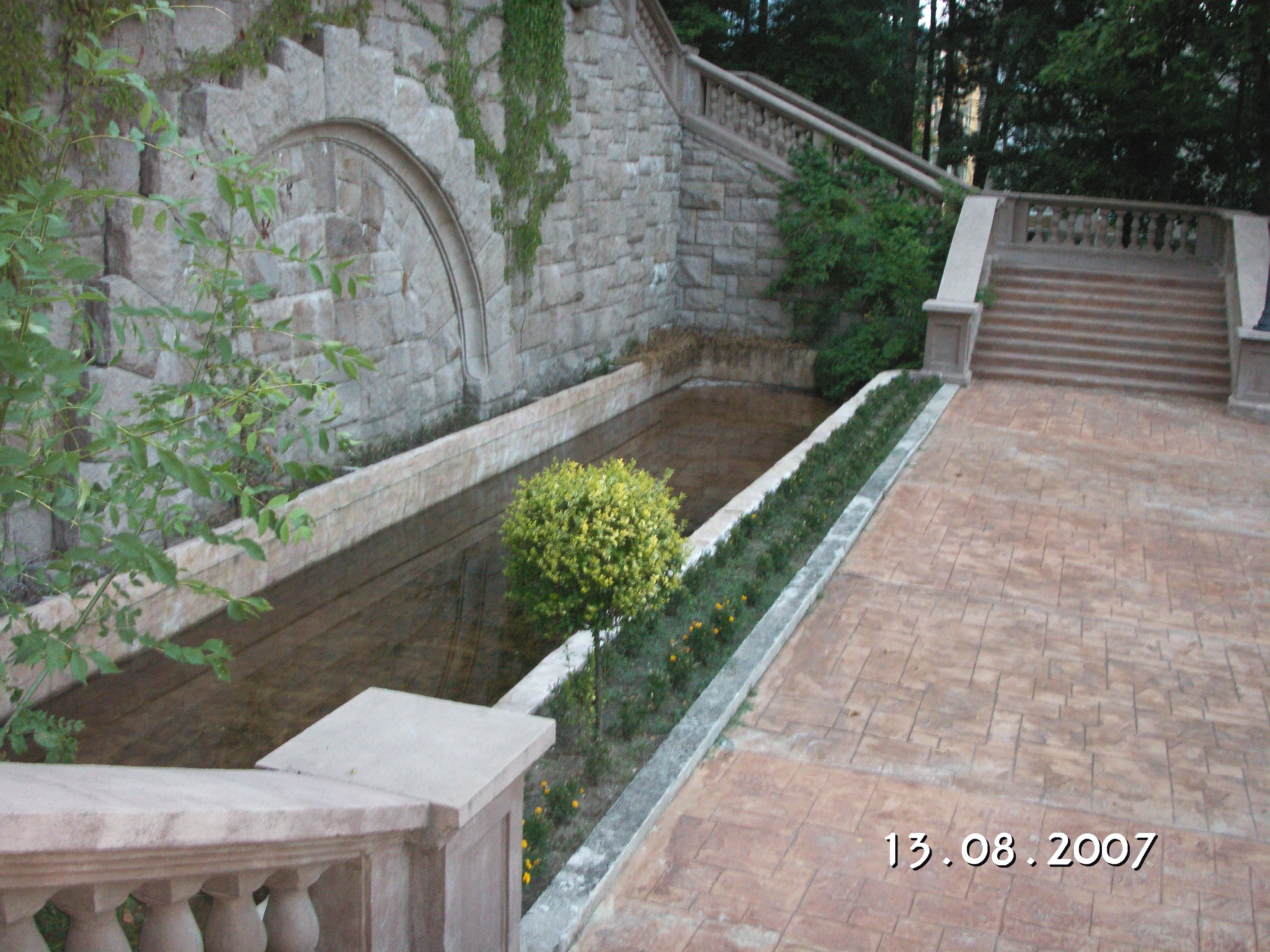
Квартал "Лиджене"
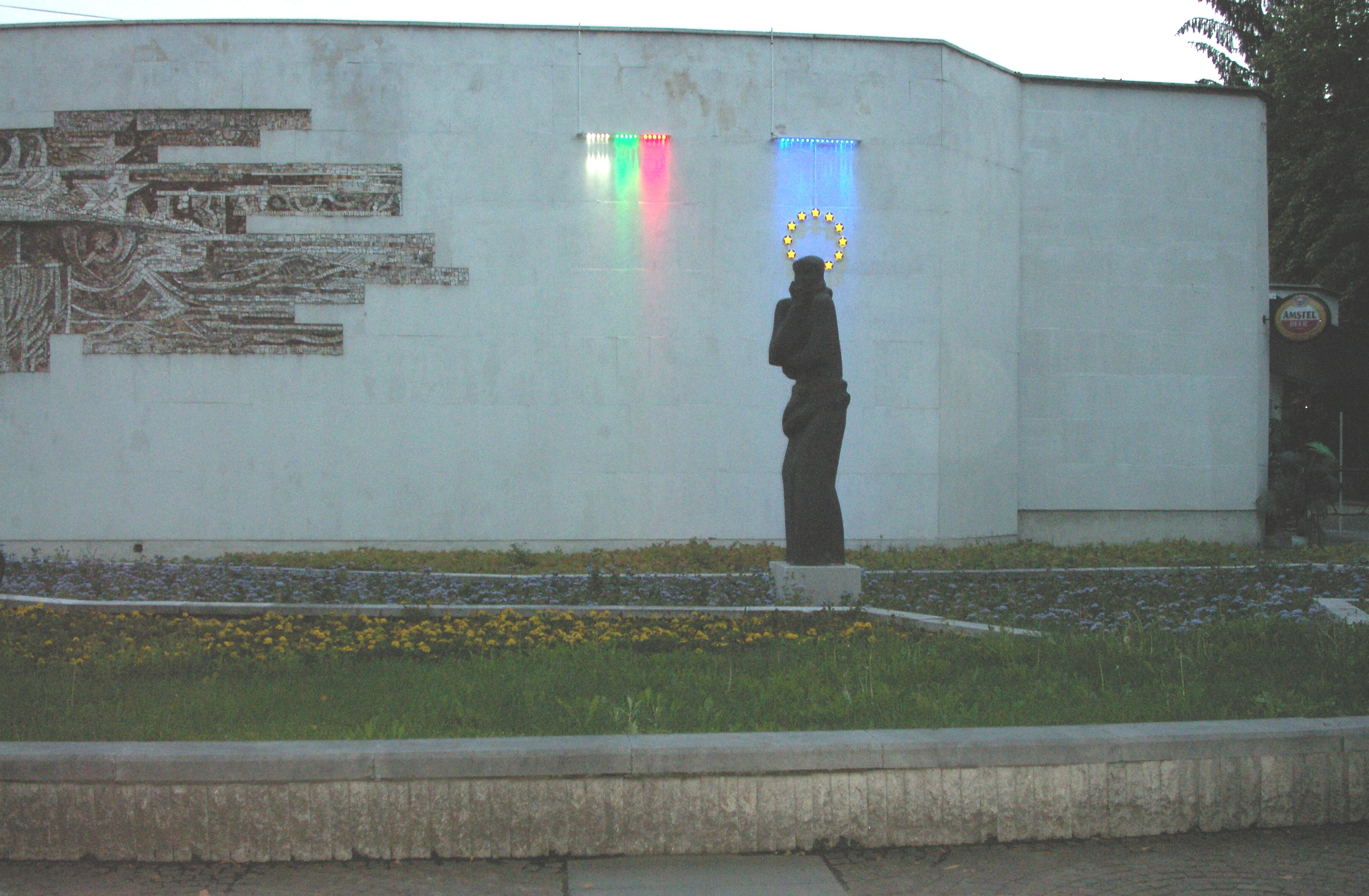
У центрі міста
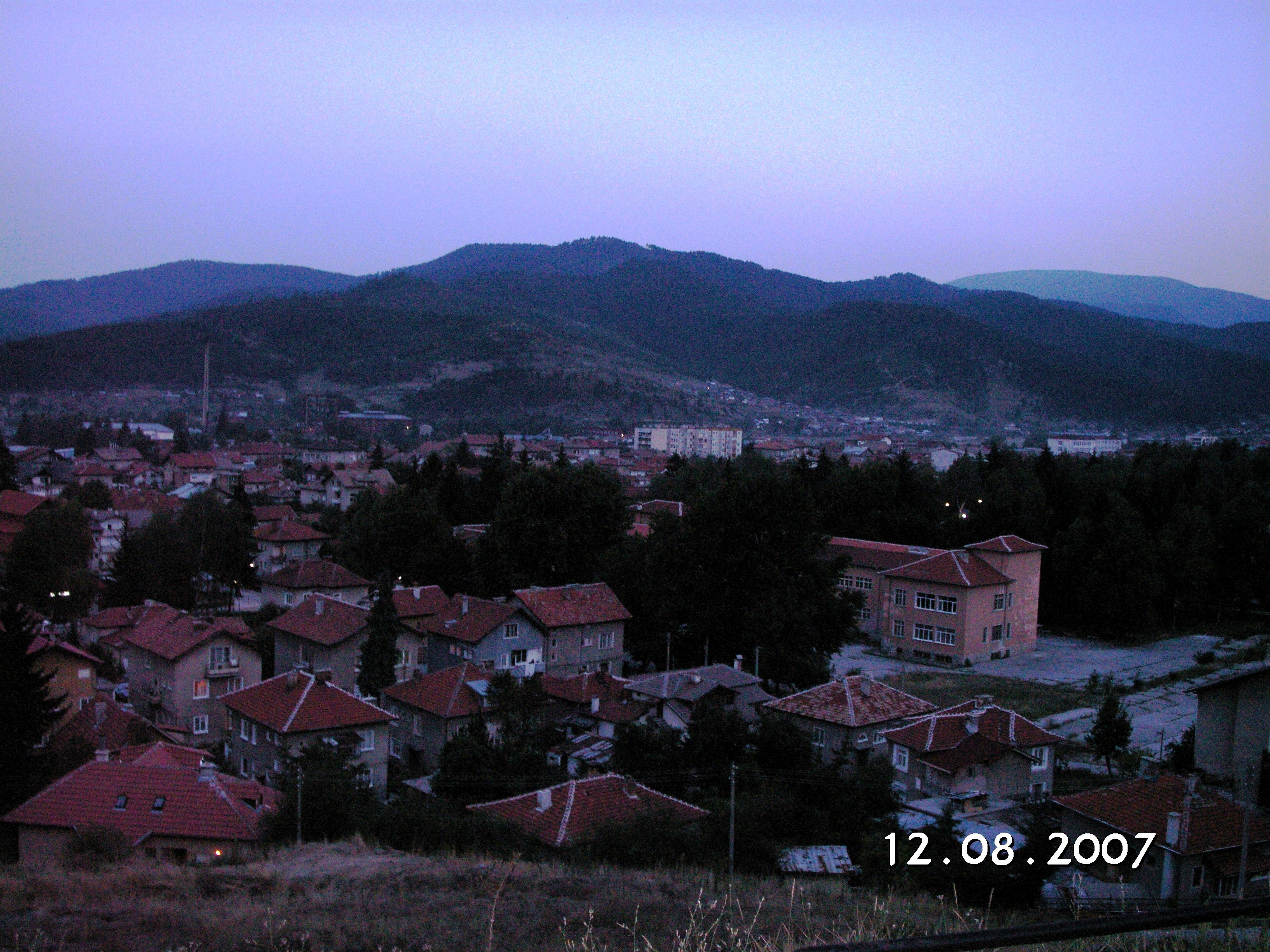
Велинград у сутінках
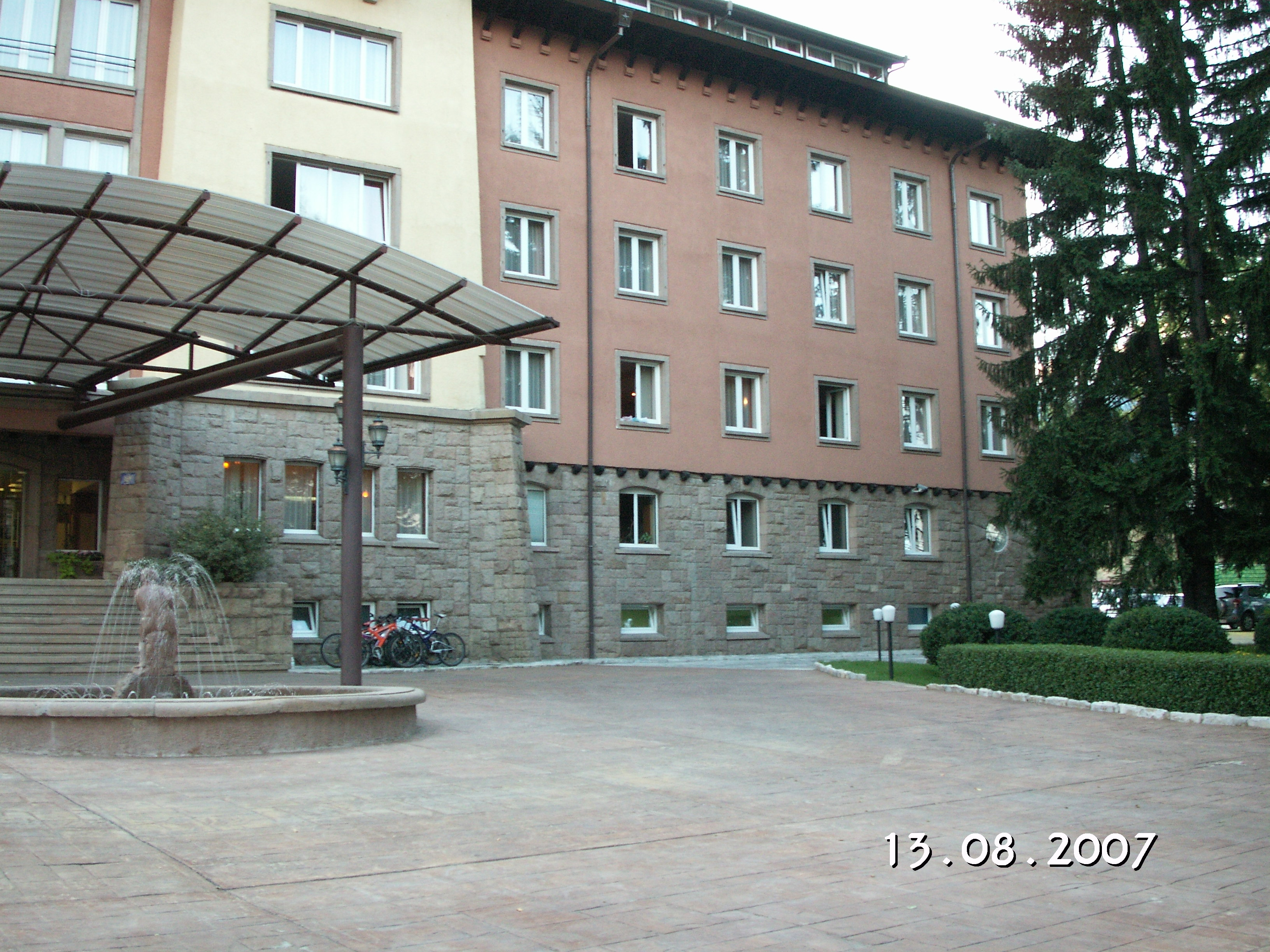
П'ятизірковий готель "Палац"
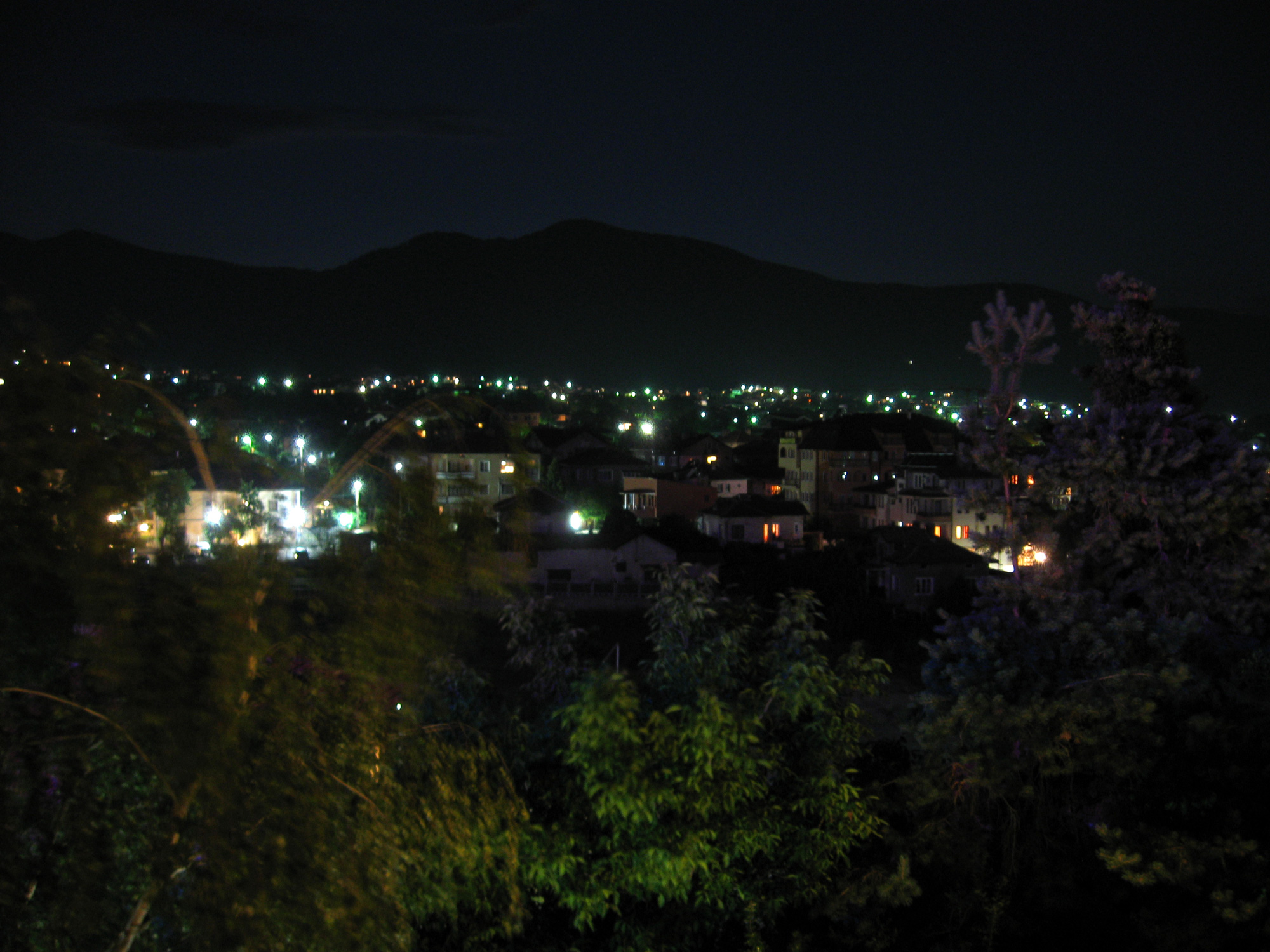
Велінград нічний
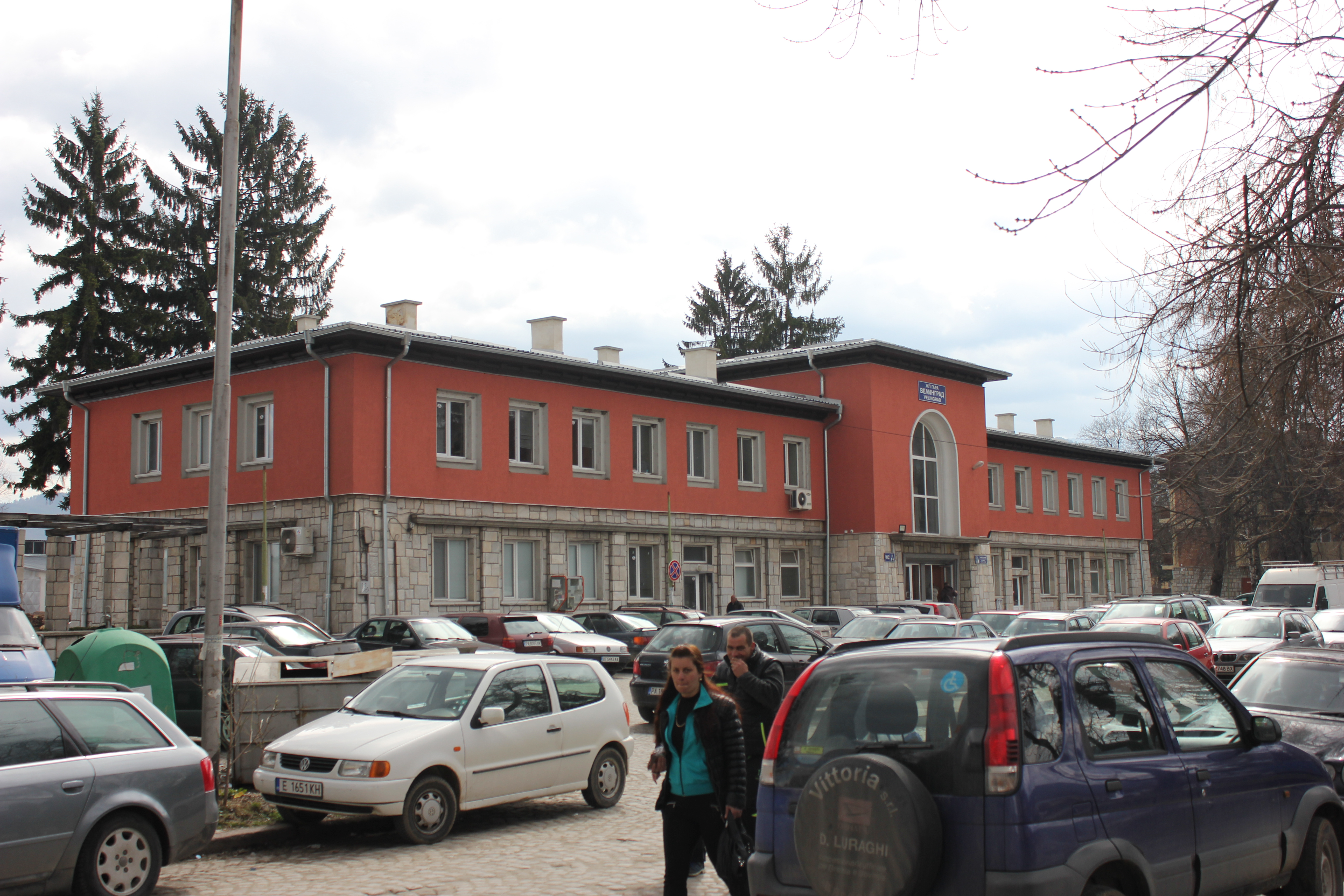
Станція Велинград
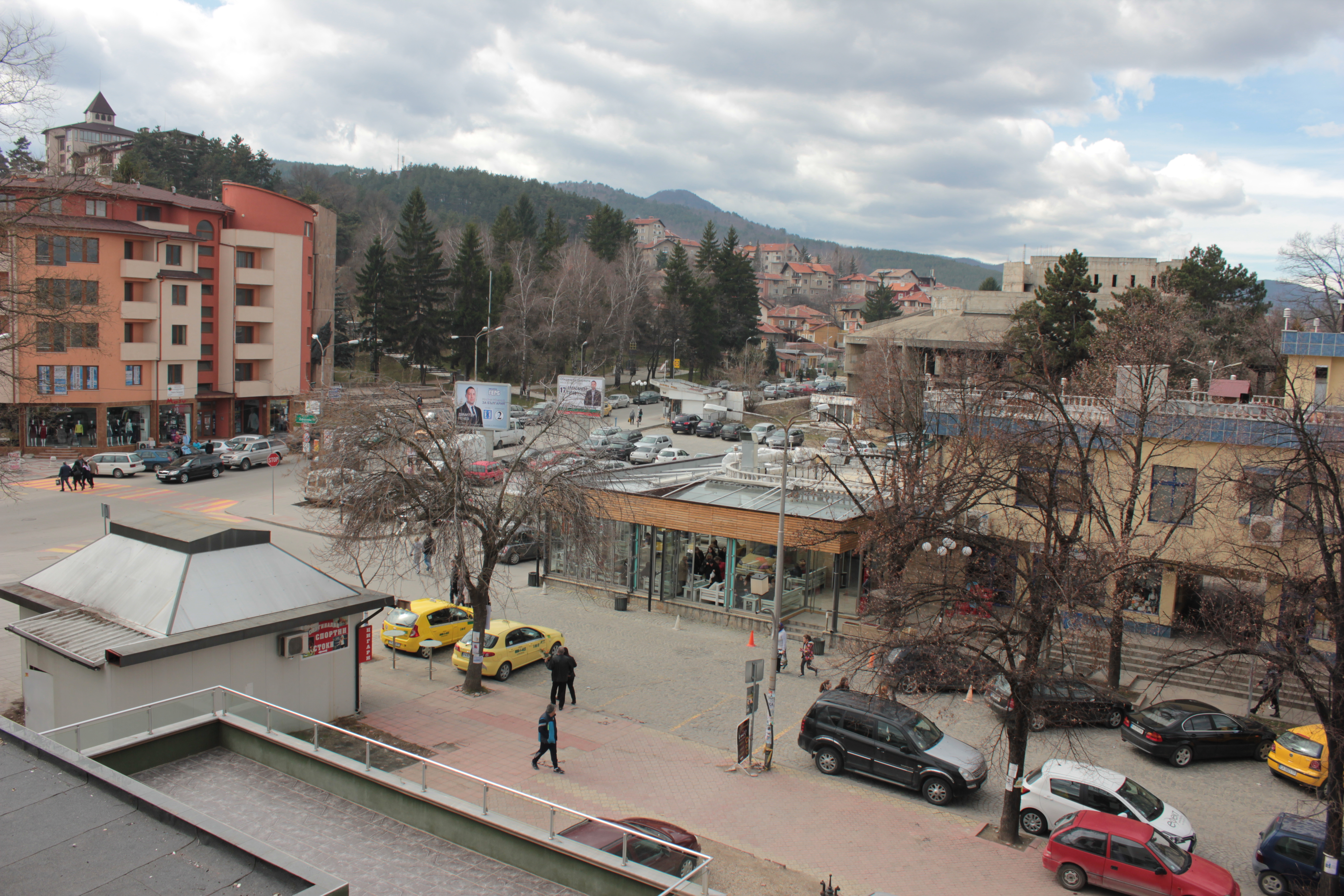
Вид на готель "Здравець"
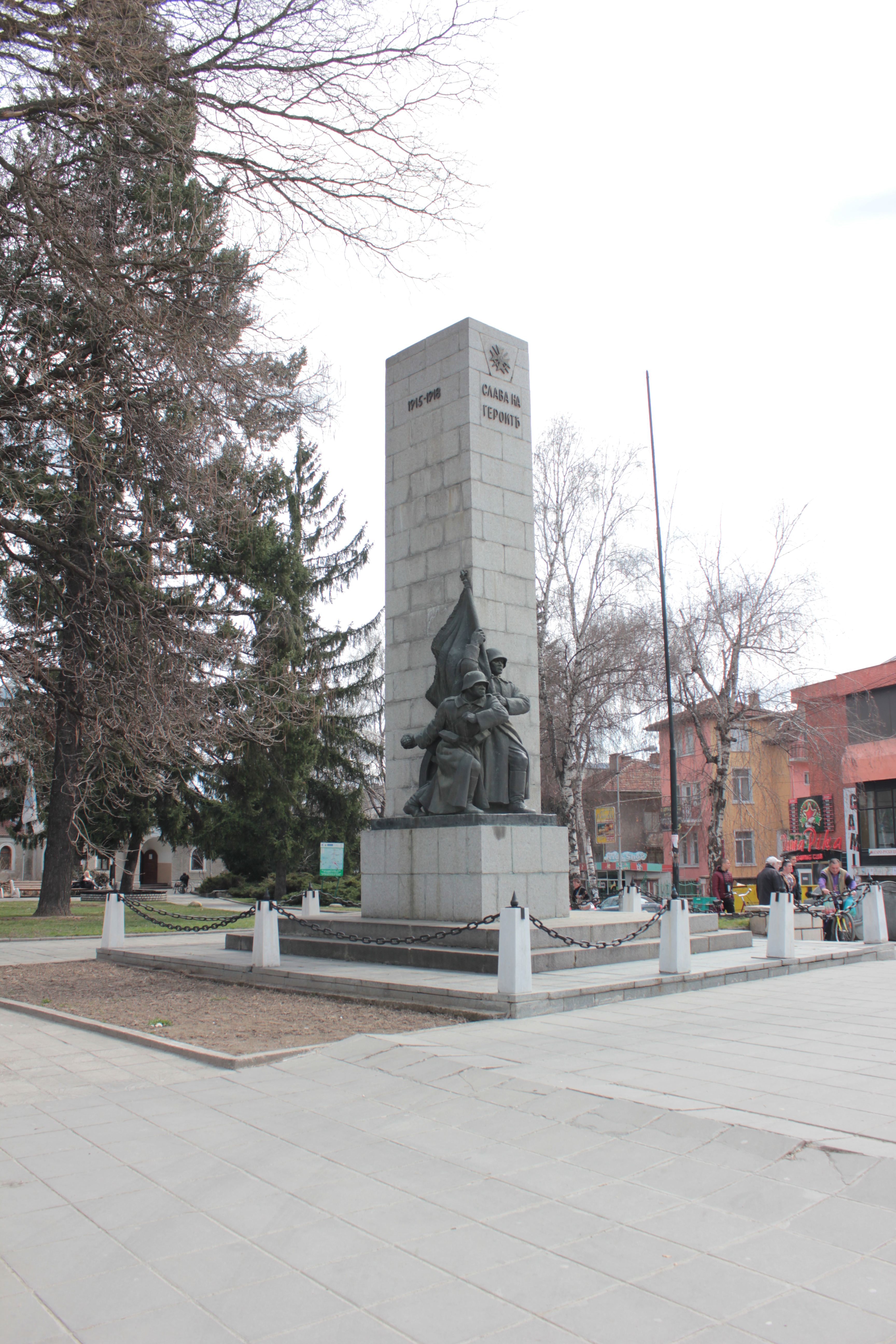
Пам'ятник воїнам
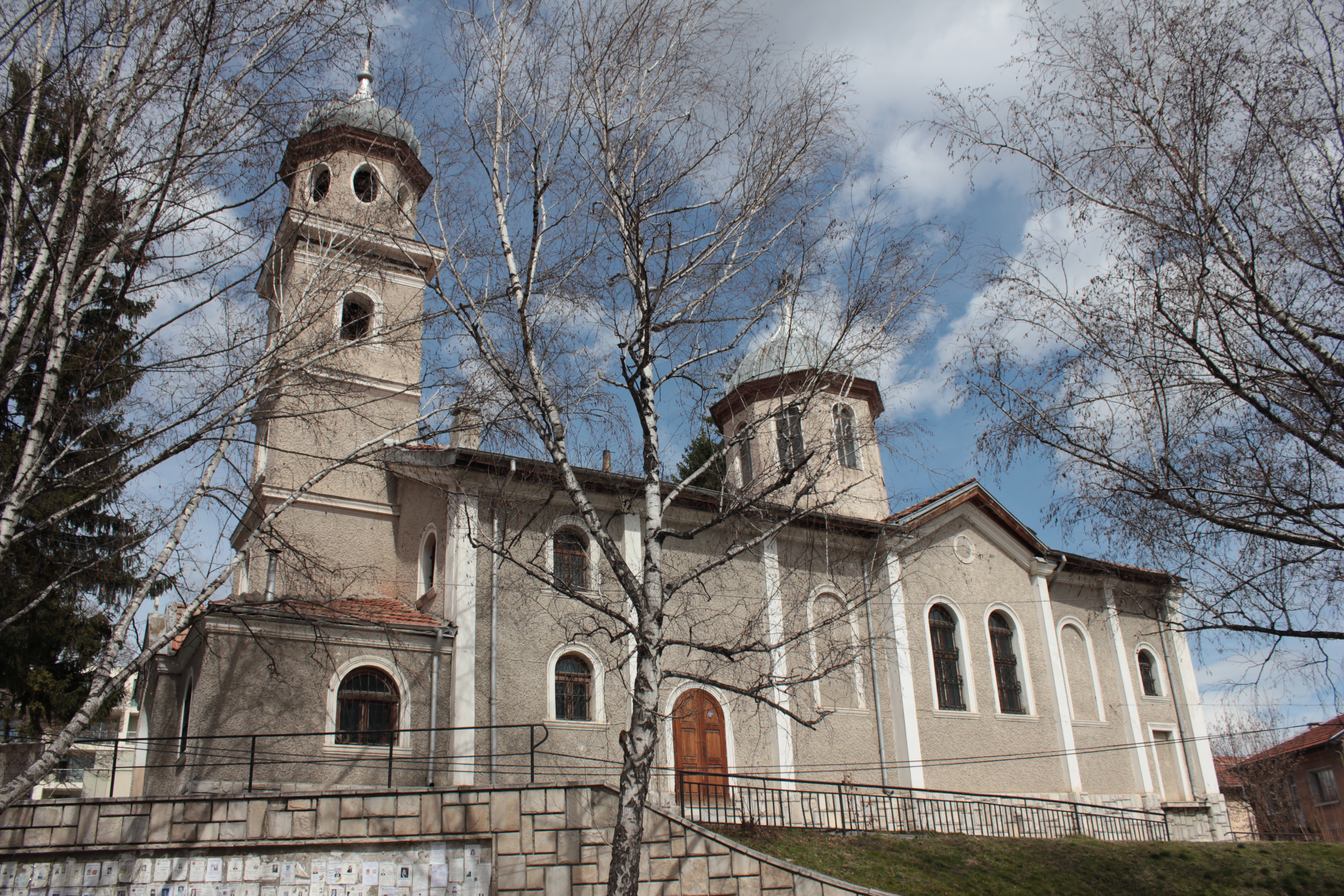
Храм "Успіння Богородичного"
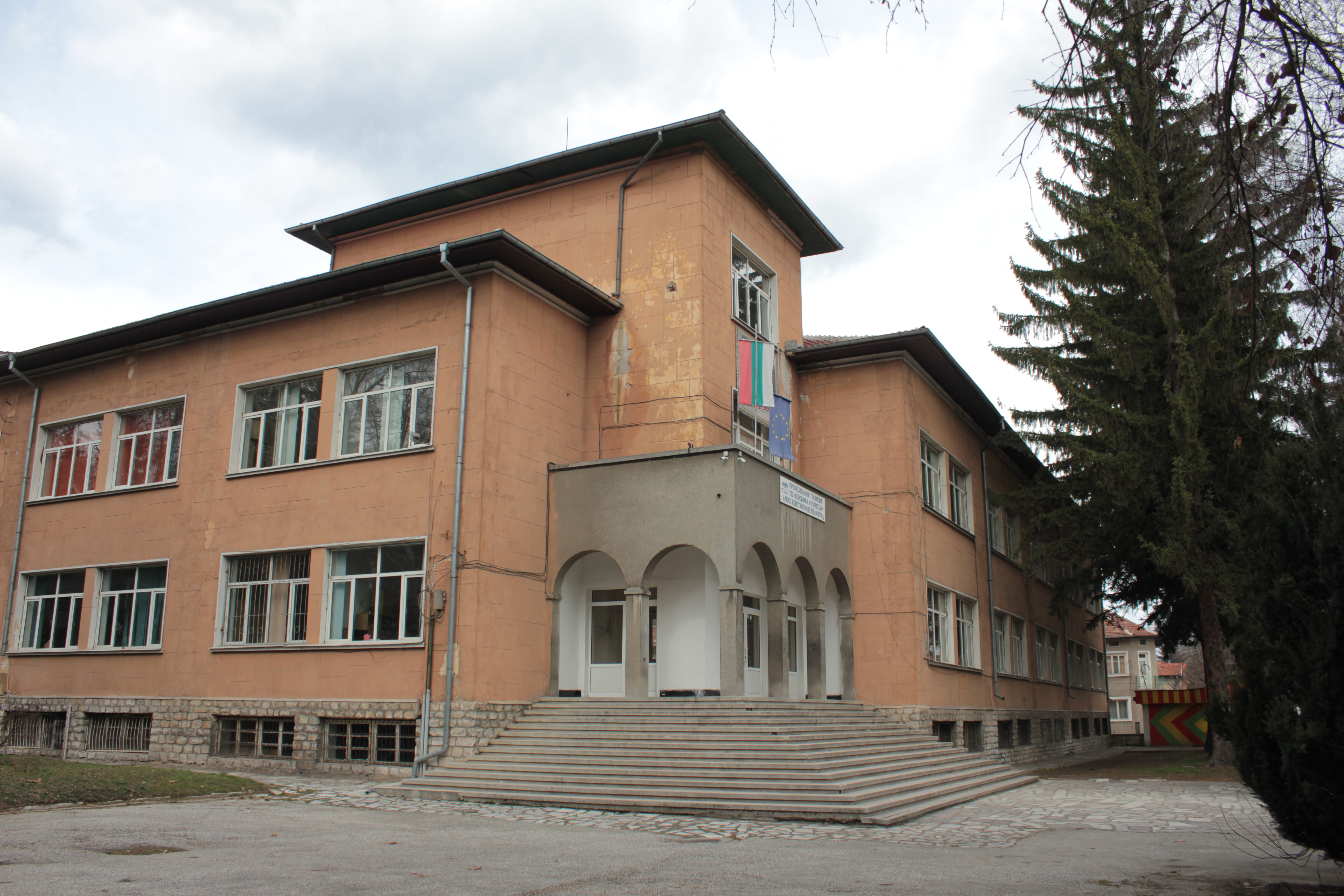
Професійна вища школа економіки і туризму
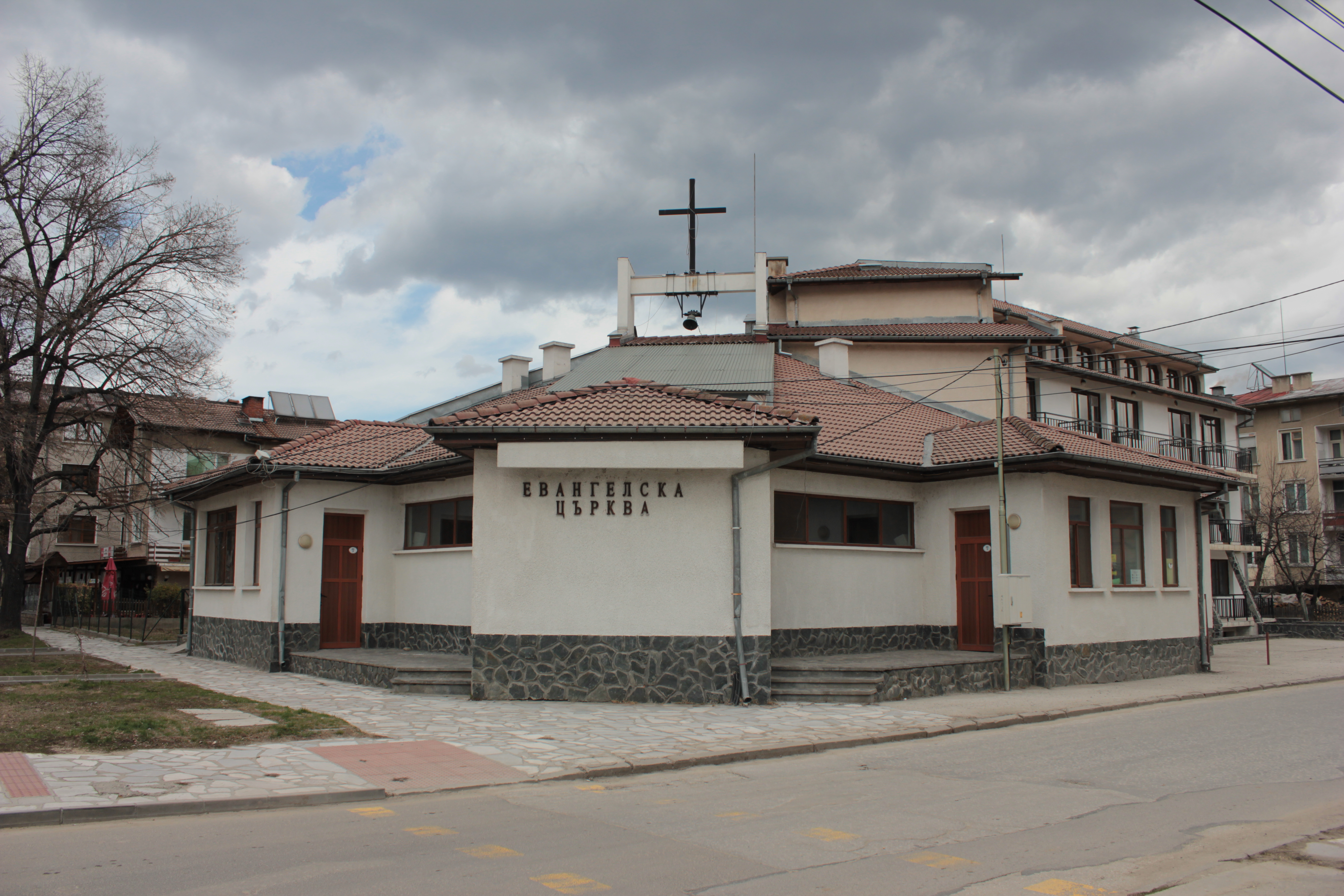
Євангельська церква
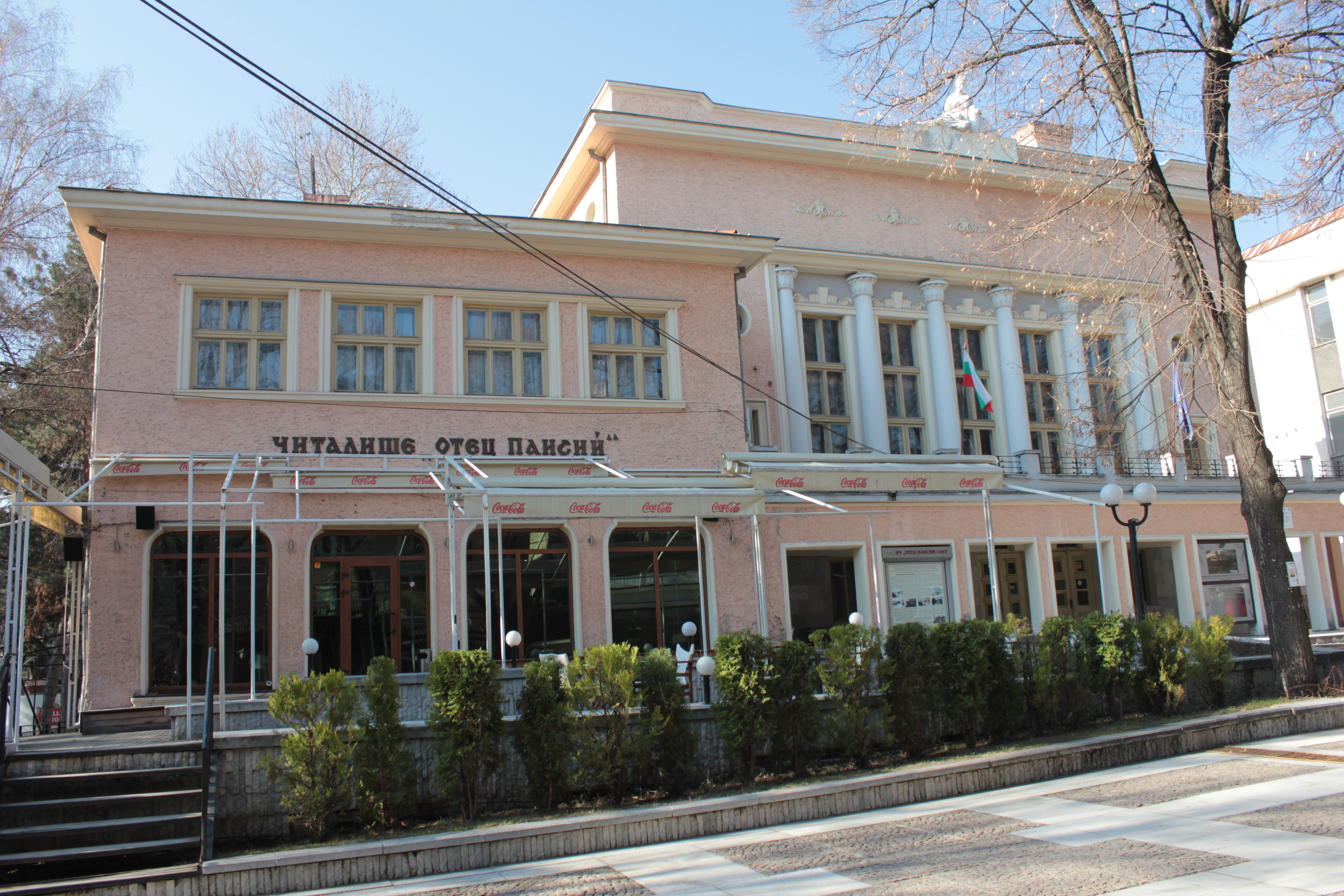
Громадський центр "Отець Паїсій"